# قوانین‌الاصول
القوانین‌المحکمة فی‌الاصول یا قوانین‌الاصول اثر میرزای قمی در علم اصول فقه شیعه است که به عنوان یکی از مهم‌ترین و مشهورترین تألیفات وی شناخته و علت شهرت مؤلف به صاحب قوانین است. این کتاب یک دوره کامل علم اصول بر مبنی مصنف است که یکی از متون درسی حوزه‌های علمیه شیعه بوده است.

## ساختار و محتوای کتاب
- مقدمه
- باب اول: مبحث اوامر و نواهی
- باب دوم: مبحث محکم و متشابه و منطوق و مفهوم
- باب سوم: مبحث عموم و خصوص
- باب چهارم: مبحث مطلق و مقید
- باب پنجم: مبحث مجمل و مبین و ظاهر و مؤول
- باب ششم: مبحث أدله شرعیه (کتاب، سنت، اجماع، مستقلات و غیرمستقلات عقلیه، اصول عملیه، قاعده لاضرر، قیاس و نسخ)
- باب هفتم: مبحث اجتهاد و تقلید
- خاتمه: مبحث تعارض، تعادل و تراجیح[۲]

## ویژگی‌های محتوایی
شماری از ویژگی‌هایی که برای این کتاب شمرده شده، به شرح زیر است:
حجیت ظن مطلق: پذیرش ظن به عنوان دلیل شرعی در صورت عدم دسترسی به علم، که تحول اساسی در اصول فقه ایجاد کرد.
اختصاص خطاب‌های شارع به حاضرین: این نظریه، که نخستین بار توسط میرزای قمی در کتاب قوانین‌الاصول مطرح شد، بر این پایه استوار است که خطابات شرعی تنها شامل افرادی می‌شود که در زمان صدور خطاب، حاضر و موجود بوده‌اند و غایبان (افراد غیرحاضر یا آیندگان) را در بر نمی‌گیرد. این دیدگاه تحولی اساسی در مباحث اصول فقه ایجاد کرد و به عنوان یکی از نوآوری‌های میرزای قمی شناخته می‌شود.
تعرض به نظرات اهل سنت: تحلیل آرای فقهاء حنفی و شافعی در کنار دیدگاه‌های شیعه.

## شروح و حواشی
بر این کتاب بیش از ۴۷ شرح و حاشیه نوشته شده است، از جمله:
- توضیح‌القوانین، محمدحسین بن بهاءالدین محمد قمی
- حاشیه بر قوانین، شیخ مرتضی انصاری
- حاشیة علی قوانین‌الاصول، سید علی موسوی قزوینی
- حاشیة علی قوانین‌الاصول، شیخ جواد طارمی
- الدررالمنظمة فی تعلیقات‌القوانین‌المحکمة، شیخ علی بن شیخ محمدعلی مجیراوی نجفی
- مهذب‌القوانین یا المهذب فی الأصول، سید محمد صالح بن حسن حائری معروف به میرزا صالح عرب
- النبوذالمنظمة فی حل رموزالقوانین‌المحکمة، عبدالکریم بن حسن اعرجی
- حاشیه‌قوانین، میرزا ابوالقاسم قمی (با نگارش محمد بن رضا جیلانی)
- موضح‌القوانین، سید شهاب‌الدین تبریزی
- ابطال دلیل‌الإنسداد، ملا لطف‌الله لاریجانی نجفی
- أصول‌الفقه، سید عبدالله یزدی
- حاشیه بر قوانین، میرزا موسی تبریزی
- تبیین‌القوانین، احمد بهبهانی حائری
- التحفةالغرویة، سید عبدالغفور یزدی
- ایضاح‌المضامین، ملا لطف‌الله لاریجانی
- توضیح‌القوانین، شیخ محمدحسین قمی
- حدیقةالبساتین، ملا محمدعلی قراچه‌داغی
- حقائق‌الأصول، سید محمود طباطبایی تبریزی
- حلّال‌الغوامض‌المعضلة، آقا محمدعلی هزارجریبی
- حواشی‌القوانین، شیخ عبدالحسین محلاتی
- حواشی‌القوانین، میرزا عبدالعلی هرندی
- الحواشی علی کتب‌الفقه والأصول، سید ابوالحسن کشمیری
- حاشیه بر قوانین، شیخ باقر شروتی
- حاشیه بر قوانین، سید جعفر عاملی قمی
- حاشیه بر قوانین، سید عدنان بحرانی
- حاشیه بر قوانین، ملا محمدنقی هروی
- حاشیه بر قوانین، سید علی قزوینی
- رضوان‌الآملین، سید محمد حسینی
- مشارق‌الأصول، شیخ محمود خویی تبریزی
- الموازین، سید اسماعیل مرندی
- حاشیه بر قوانین، میرزا تقی طباطبایی[۱][نیازمند منبع][نیازمند منبع]

همین‌طور تعدادی کتاب در نقد مطالب قوانین‌الاصول نگارش شده است.

## تأثیرات
شیخ انصاری: سید موسی شبیری زنجانی از مراجع تقلید شیعه، در کتاب جرعه‌ای از دریا اشاره می‌کند که محتوای درس خارج، شیخ مرتضی انصاری مبتنی بر مباحث مطرح‌شده در قوانین‌الاصول بوده است.